# Twixt Love and Fire (1913)
Twixt Love and Fire é um filme mudo norte-americano de 1913, do gênero comédia, lançado pela Mutual Film. O filme foi dirigido por Henry Lehrman e estrelado por Harold Lloyd. Apesar do nome homônimo, este filme não é relacionado ao de 1914.